# カステルヌオーヴォ・ボッツェンテ
カステルヌオーヴォ・ボッツェンテ（伊: Castelnuovo Bozzente）は、イタリア共和国ロンバルディア州コモ県にある、人口約900人の基礎自治体（コムーネ）。

## 地理

### 位置・広がり
コモ県南西部のコムーネ。県都コモから西南西へ12kmの距離にある。

#### 隣接コムーネ
隣接するコムーネは以下の通り。括弧内のVAはヴァレーゼ県所属を示す。
- アッピアーノ・ジェンティーレ
- ベレガッツォ・コン・フィリアーロ
- ビナーゴ
- トラダーテ (VA)
- ヴェネゴーノ・インフェリオーレ (VA)

### 地震分類
イタリアの地震リスク階級 (it) では、4 に分類される
。